# Witold Plutecki

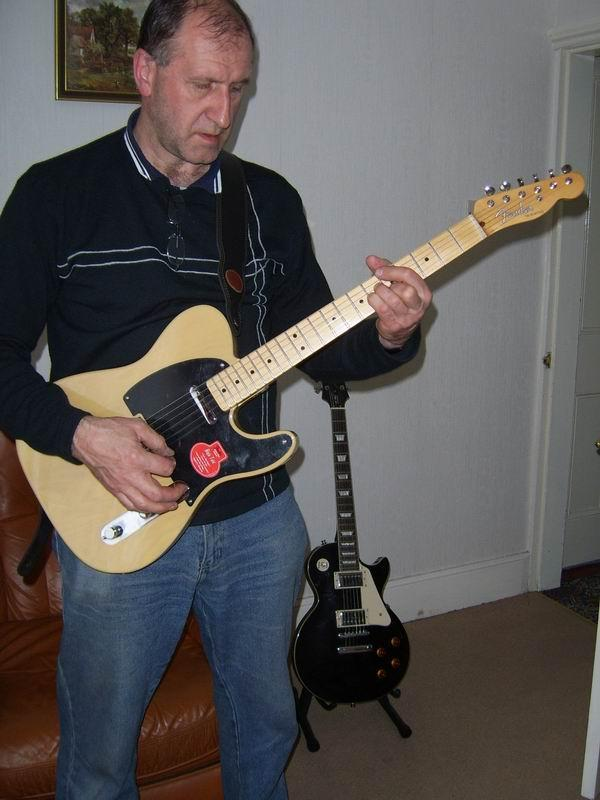
Witold Plutecki, 2010

Witold Antoni Plutecki (* 8. Oktober 1956) ist ein ehemaliger polnischer Radrennfahrer und nationaler Meister im Radsport.

## Sportliche Laufbahn
Plutecki war Teilnehmer der Olympischen Sommerspiele 1980 in Moskau. Er belegte gemeinsam mit Stefan Ciekański, Jan Jankiewicz und Czesław Lang den vierten Platz im Mannschaftszeitfahren. Bei den UCI-Straßen-Weltmeisterschaften in Valkenburg 1979 gewann der Vierer in gleicher Zusammensetzung die Silbermedaille.
Er gewann die polnische Meisterschaft im Mannschaftszeitfahren 1978 und wurde 1979, 1983 und 1984 Zweiter in diesem Wettbewerb, sowie Zweiter im Einzelzeitfahren 1978.

## Berufliches
Plutecki ist nach seiner sportlichen Laufbahn als Gitarrist und Komponist tätig.